# Матвій Шаула
Матвій Шаула (нар. ? — пом. 12 січня 1597, Варшава) — один з ватажків козацького повстання 1594—1596 років під проводом Северина Наливайка, запорізький гетьман.

## Життєпис
Належав до київської шляхти чи боярства. Родовий маєток Шаулиха. Восени 1595 року на чолі запорозького загону здобув Київ і продовжував боротьбу проти поляків в Білорусі.
На початку 1596 року Шаула повернувся з Білорусі на Правобережжя. В березні 1596 року повстанці скинули Григорія Лободу й обрали гетьманом Шаулу. В бою в урочищі Гострий камінь (поблизу Трипілля) втратив руку. У битві над Солоницею 1596 р. біля Лубен був поранений, підступно схоплений.
27 березня 1596 року інформував Кирика Ружинського про хід перемовин з С.Наливайком, обіцяючи видати його. 7 червня 1596 року зрадниками виданий польному коронному гетьману Станіславу Жолкевському, після тривалих тортур страчений у Варшаві.

## Нащадки
син Іван Шаула (д/н—бл. 1650), один з сотників Київського полку, власник с.Воропаївка. Його сини Матвій і Семен оселилися у Носівці. Останній та його нащадки тривалий час обіймали посади носівських сотників.